# 超時空戦艦まほろば
『超時空戦艦まほろば』（ちょうじくうせんかん - ）は、1993年から1998年にかけて小学館の月刊誌『ビッグゴールド』に断続的に連載されていた松本零士の漫画作品。短編連作『ケースハード』の1編として発表され、後に一部のエピソードを除き単独作品として単行本化。

## ストーリー
ある日、しがない貧乏カメラマンの大山歳郎（おおやま としろう）は、1件のアパートの火災に遭遇、1人の老人を救出する。その際、歳郎は炎上する部屋の中で見たことも無い戦艦の写真をフィルムに収める。
老人は全身大火傷を負い、病床の中で歳郎に、写真の戦艦は大和型戦艦の幻の4番艦「まほろば」であること、そしてまほろばは戦没することなく、降伏することもなく今も人知れず戦い続けていることを告げ、持っていた短刀を歳郎に託し死亡。
そんな歳郎の前に謎の美女・羽黒妖（はぐろ よう）が現れる。それは歳郎がまほろばと遭遇するきっかけとなる。

## 登場メカ

### まほろば
本作の主役メカとして登場する戦艦。艦名はヤマトタケルが詠んだと言われる和歌「やまと（倭）は　くに（国）のまほろば　たたなづく　あをかき（青垣）　やまこも（山隠）れる　やまと（倭）しうるはし」に由来する。「まほろば」の意味は「良い所・住みやすい場所」。
作品中の設定では大和型戦艦の4番艦とされている。もっとも、まほろばは艦の大きさや武装が大和型とは異なるので正確には大和型戦艦ではなく、そのスペックはむしろ超大和型戦艦と言える。
日本海軍によって極秘裏に建造され、第二次世界大戦末期に完成、大和と共に坊ノ岬沖海戦に参加し、大和に迫る米戦艦部隊をアウトレンジから砲撃したが、大和の沈没によって反転し、その後連合国にも降伏せず、行方不明となっていた。しかし実は有志により運用され続け、黒い旭日旗を戦闘旗として掲げ、どこの国にも属さず、その時代における人類の敵と密かに戦い続けている。
主砲に3連装51cm砲を5基、計15門備える、大和を凌ぐ最大最強の超弩級戦艦である。本作の舞台の時代では大幅な改装が行われている。艦底には宇宙戦艦ヤマトの第三艦橋に似た構造物を斜めに2つ備え、潜水能力や空中、更には宇宙空間への飛行能力をも有し、さらには艦内に1つの都市までが存在していた。乗員は約6000名。また、電算機室などの重要区画は複数の予備が造られており、一つの機能が停止しても運行や戦闘が行えるようになっている。
機関は波動エンジンのようにも見えるデザインの物を計10基有しており、第6機関室以降の機関は飛行・宇宙航行時に用いられる。速力も大幅に向上しており、水上速力70ノット以上を軽く出す事が可能であり、劇中では最大で200ノット以上（水上）、100ノット（水中）もの超高速を発揮している。
武装面でも改良が施されており、主砲は電磁砲（レールガン）に換装されているようであるほか、副砲が16連装のミサイルランチャーに換装されており、高角砲として衛星軌道を攻撃可能な対空レーザー砲が新たに装備されている。そのほか、曲線レーザー砲、真空魚雷および閃光爆雷、電磁放射波の発射機能なども備える。また、劇中では上空を飛行していた航空機の動力をダウンさせており、高度な電子戦能力を有していると思われる。艦載機として戦闘ヘリコプターを搭載。
沈没した戦艦武蔵の眠りを妨げぬように同艦を守護している場面もみられた。基地には武蔵乗組員の遺体が多数、腐乱せず原形を保った状態で安置されている。
「まほろば」は同じく松本の漫画作品『新宇宙戦艦ヤマト』にも宇宙戦艦となって登場する。これはかつてのまほろばを水上艦から宇宙戦艦に改造したものとみられる。グレートヤマトの僚艦とされ、細部（艦橋部分の形状など）はかなり異なるが、おおまかな外観や武装からしてグレートヤマトの準同型艦といってもよい。また、羽黒妖は古代進32世らをグレートヤマトへ導き、「スターシアの娘」と共に第3艦橋の乗組員となっている。
また、同作においてまほろばは1000年間ヤマトを影で支え続けたとされる。月面のコペルニクスクレーター上に姿を現し、グレートヤマトと共に移動性ブラックホールを消滅させ、グレートヤマトに新しい乗組員を移乗させたが、その後の行き先は不明。
諸元（第二次大戦時）
- 全長：不明
- 全幅：不明
- 全高：不明

- 排水量：100800トン
- 機関出力：26万軸馬力
- 最大速力：33ノット

- 武装（推定）
  - 主砲：3連装51cm砲×5基（艦前部に3基、艦後部に2基）
  - 副砲： 〃 15.5cm砲もしくは20cm砲×2基（艦前後に1基ずつ）
  - 40口径八九式12.7cm高角砲もしくは65口径九八式10cm高角砲
  - 九六式25mm機銃

- 西暦3199年時の性能は、グレートヤマトと同等とみられる。

### リベンジ・オブ・アース
海上に建造された増築自在のブロックを国土とする機動帝国「怒国」の海軍（別名「地球海軍」）が保有する情報戦闘指揮艦。所属は第8艦隊で、艦長はサー・ドンナ・マルメール。船籍を持たない豪華クルーズ客船に偽装されている。船体の外隔部分は通常の客船と同様に、A～Fデッキの6層に分かれており、船内には移動手段としてモーターカーや高速エレベーター等が備わっている。船体の内隔部は潜水艦となっており、非常時には外隔を切り離して潜航する事が可能。
推進方式には超電導電磁推進が採用されており、厳重にシールドされた日本製の機関を6基搭載している。武装として格納式の対艦ミサイル発射管を装備している他、後甲板にヘリポートを有し、艦載機としてV-22を搭載している。
劇中では第二次大戦において個人的、あるいは国家的な恨みを抱き、仇を討つ事を望む「化石の戦士」を集め、心行くまで戦い合わせて地球上の過去の憎悪を洗い流すという目的をもって3か月にも及ぶクルーズを行うが、結果的に船内の様相は「殺し合いのゲーム」と化してしまい、化石の戦士の心をもてあそんだとしてまほろばの攻撃を受ける。首脳部は外隔を切り離して潜水艦形態での逃亡を試みるが、まほろばの追跡を逃れる事は出来ず、北極海でまほろばに撃沈された。
諸元
- 全長：不明
- 全幅：不明
- 全高：不明

- 排水量：99900トン
- 機関出力：不明
- 最大速力：48ノット（水上）、80ノット（水中）

- 武装（推定）：3連装対艦ミサイルランチャー×8基（水上）
- 乗客定員：5600名

### カゼット2000
怒国海軍が保有する最新鋭の原子力ミサイル戦艦。まほろばを上回る巨体を持つ双胴艦であり、第4太平洋艦隊の旗艦を務める。艦長はホワイタリオン中将、副長はジュラ大佐。二つの艦橋を有しており、外見から確認できる限りでは、大型のVLSを14基、8連装ミサイルランチャーを23基、5連装ミサイルランチャー1基を装備している他、二つの船体の間は空洞になっており、そこに潜水艇の吊り下げ式発進機構と思しき物も確認できる。
劇中ではまほろばを追撃し、機関出力を非常出力まで上げ、艦尾ミサイルの噴射までも推進力の足しにして180ノットを叩きだすも、余りの加速に船体が耐えきれず自壊した。

## 他作品での登場
『銀河鉄道999』のエターナル編で、ヤマトやアルカディア号、クイーン・エメラルダス号と共にまほろばが登場している。

### 『ザ・コクピット』内
『ザ・コクピット』には第二次大戦中のまほろばが登場するエピソードが数話存在する。
「黒の軍艦旗」
1942年6月を舞台とした作品。『まほろば』本編同様に黒い旭日旗を掲げ、漆黒に塗られた巡洋艦や駆逐艦からなる艦隊を率いて登場。なお、この話では「まほろば」という艦名は出てこず、「砲塔が5個もある怪獣のような大戦艦」となっている。
「レニングラードの椰子の実」
1945年8月を舞台とした作品。大和に代わる連合艦隊旗艦として登場している。

## 備考
- 2011年12月に開催されたイベント『零士 FUTURE 2011』で、本作を原作とすると思われるアニメ映画作品が制作発表された[9]が、その後の詳細・動向は明らかにならなかったが、松本の没後の2023年3月に、朝日新聞社所属記者の太田啓之が文春オンラインに寄稿した記事で「（松本の）晩年にヤマトそっくりの艦『超時空戦艦まほろば』が主役のアニメを企画したが、実現せずに終わっている」と述べている[10]ことから、頓挫した模様である。